# Dubečtí z Dubče
Dubečtí z Dubče byli českým středověkým vladyckým rodem vzešlým z pražského městského prostředí. Od poloviny 14. století se Dubečtí z Dubče postupně ujali četných venkovských statků v blízkosti tehdejší Prahy. K jejich rodovým državám patřily Dubeč, Vinoř, Průhonice a mnohé jiné statky v okolí pražského souměstí. Svůj predikát odvozoval rod od vsi Dubeč, kterou Dubečtí z Dubče získali do svého majetku již na počátku 40. let 14. století. Za jejich vlády získávala Dubeč postupně na významu a stala se centrem rozsáhlého a hospodářsky významného dominia a šlechtického podnikatelského velkostatku. Vyvrcholením vzestupu Dubče a celého rodu bylo povýšení Dubče na městys v roce 1502 králem Vladislavem II. Jagellonským. Dubečtí z Dubče byli rodem hospodářsky zdatným a politicky angažovaným. Od počátku husitských válek byli Dubečtí z Dubče rodem kališnickým. Poslední mužský představitel rodu Jan III. Dubečský z Dubče patřil na počátku 16. století k nejbohatším a nejvlivnějším vladykům v Českém království. Rod vymřel po meči roku 1508. Po přeslici však rod pokračoval prostřednictvím dynastického svazku se Zapskými ze Zap až do pobělohorského období.

## Počátek rodu
Zakladatelem Dubečských z Dubče byl měšťan Meinl Dubec (1343–1368) pocházející z pražského patricijského rodu Velfloviců. Roku 1343 je poprvé uváděn jako držitel vsi Dubeč, kde nechal v polovině 14. století zbudovat tvrz jako své nové rezidenční sídlo. Na počátku 50. let 14. století odešel Meinl Dubec z Prahy na své venkovské statky. V Dubči začal budovat hlavní rodovou državu, se kterou měli být jeho potomci úzce svázáni. Po Meinlově smrti se ujal Dubče jeho syn Jan I. Dubecký (1383–1426), který se stal již vladykou se značným majetkem, za což mohla okolnost, že po svých příbuzných z rodu Velfloviců zdědil na přelomu 14. a 15. století velkou část majetku, který zahrnoval například Vinoř nebo ves Chlumín. Část majetku vlastnil rod od počátku 15. století také v sousední vsi Dubeček. Roku 1404 koupil Jan I. Dubecký Průhonice, které tvořily spolu s Dubčí a Vinoří na více než sto let páteř rodového majetku Dubečských z Dubče. Jan I. Dubecký začal používat predikát z Dubče a také vlastní erb a pečeť, které vycházely z původního znaku Velfloviců. Na štítě červené barvy tak měli Dubečtí z Dubče jednoduchý a napříč položený bílý pruh. Později byl k tomuto starobylému znaku připojen klenot se složenými křídly. Jan I. Dubecký nechal v Dubči také založit novou pozdně středověkou tvrz, která byla ve druhé polovině 16. století přestavěna Zapskými ze Zap na renesanční sídlo, jehož zbytky se v Dubči dochovaly dodnes.

## Vzestup Dubečských z Dubče

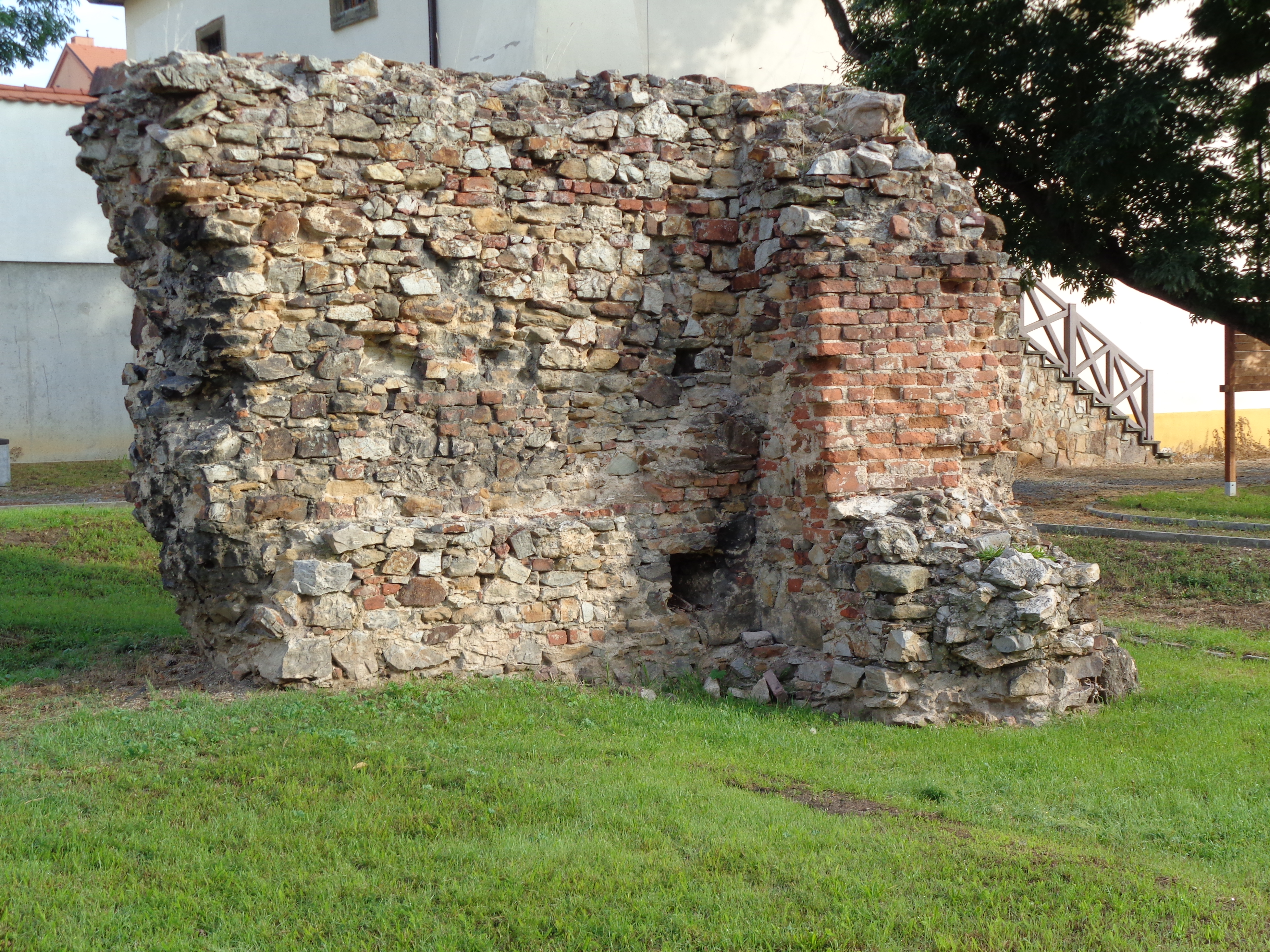
Severovýchodní torzo renesanční tvrze v Dubči

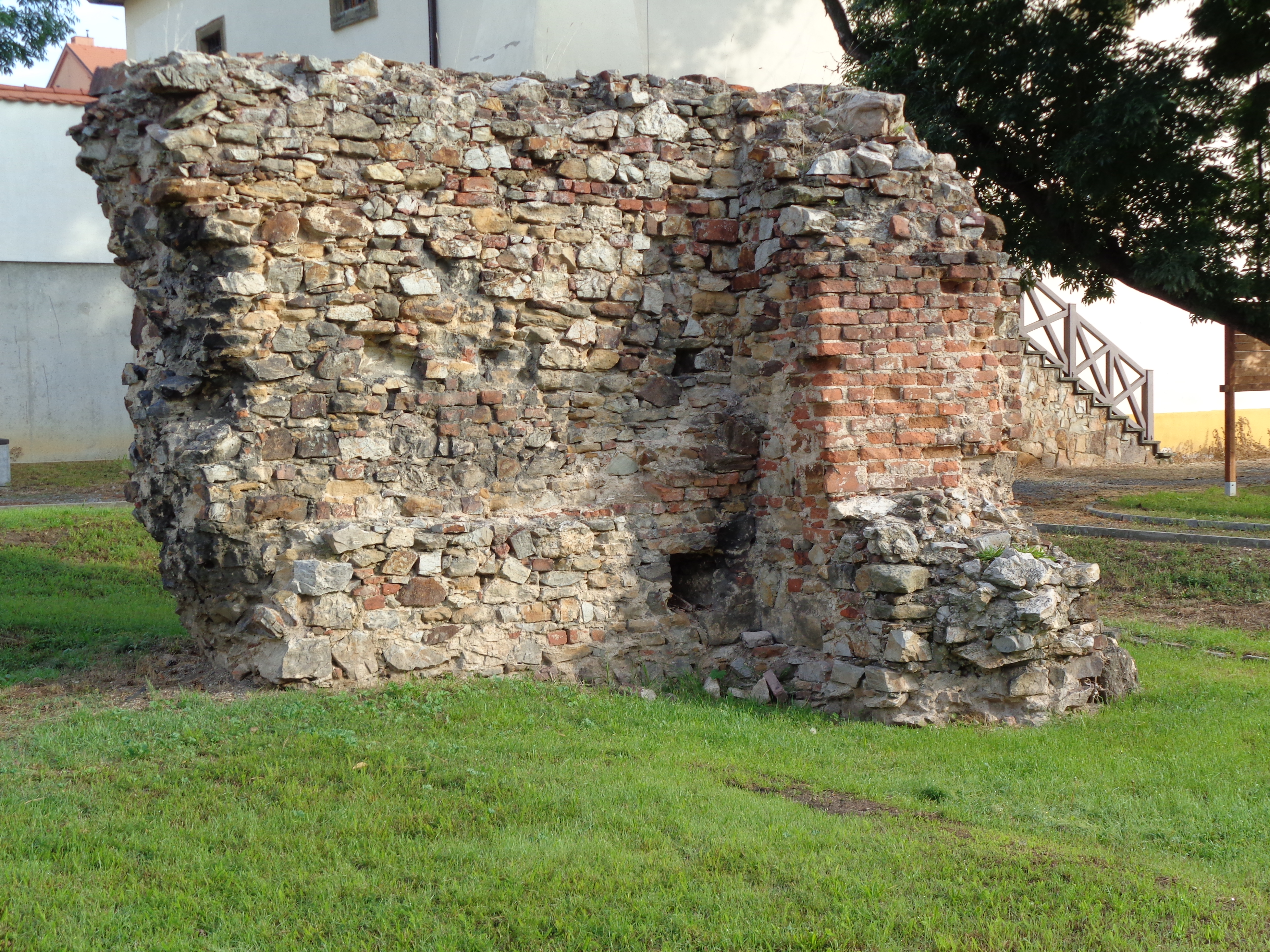
Severovýchodní torzo renesanční tvrze v Dubči

V 15. století se dočkal rod Dubečských z Dubče společenského vzestupu. Jan I. Dubecký měl dva syny Jana II. (1426-1436) a Matěje (1436-1465). Po předčasné smrti Jana II. se rodového majetku ujal jeho mladší bratr Matěj Dubecký z Dubče. Ten patřil k významným aktérům poděbradské éry. Pokračoval v rozšiřování svých držav. Roku 1446 například koupil ves Radim, kde držel zdejší tvrz a poplužní dvůr. Jako kališník se Matěj Dubecký přihlásil k Jiřímu z Poděbrad. Jeho vliv byl v kališnickém táboře vysoký už jen tím, že rod Dubečkých z Dubče držel podací právo k Týnskému chrámu v Praze, který patřil v této době k baště kališnické církve. V 50. letech 15. století se stal Matěj Dubecký přísedícím komorního soudu, byl hlavním spojencem Jiřího z Poděbrad při jeho úsilí o pacifikaci země a dosáhl takového vlivu, že se vyskytuje v listinách dokonce jako "urozený pán", ačkoli byl stále pouhým vladykou. Za života Matěje Dubeckého z Dubče získal celý rod Dubečských z Dubče značnou vážnost a prestiž. Ta výrazněji neutrpěla ani poté, co krátce po roce 1465 Matěj Dubecký zemřel a dubečské panství přešlo na mnoho let do správcovství Zdeňka Kostky z Postupic. Jediný syn a dědic Matěje Dubeckého, Jan III., byl totiž v době smrti otce ještě pouhým chlapcem.

## Jan III. Dubecký z Dubče

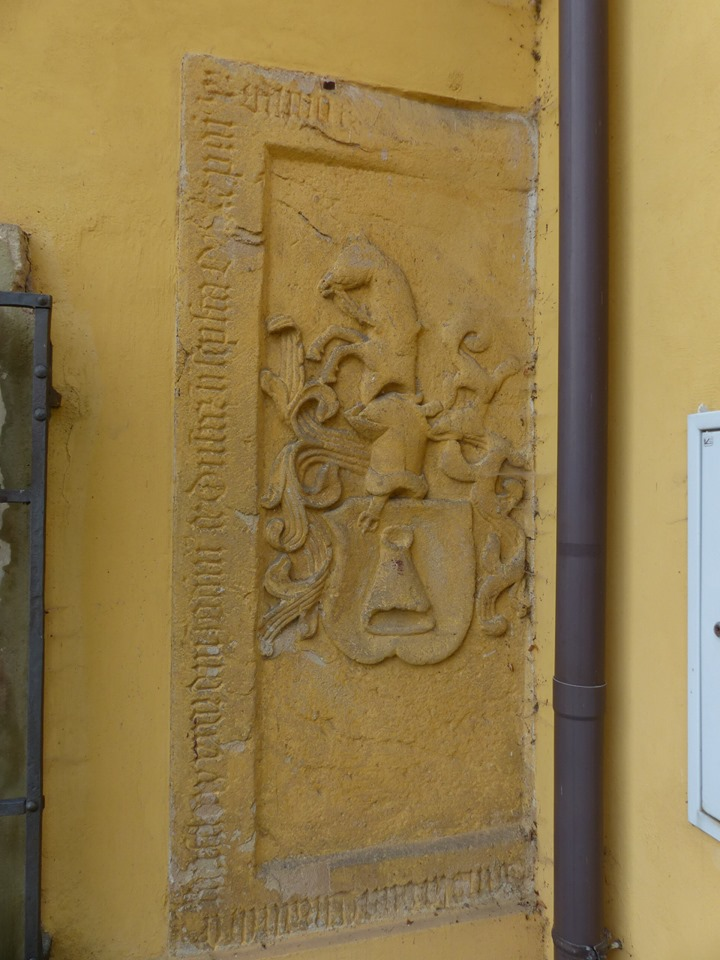
Náhrobek Elišky z Kraselova, manželky Jana III. Dubeckého z Dubče

Nejvýznamnější postavou rodu Dubečských z Dubče byl Jan III. Dubecký z Dubče a na Průhonicích (1487–1508), který se ujal rodového majetku v polovině 80. let 15. století. V jeho osobě se ujal Dubče a další statků, které rod držel, schopný a podnikavý vladyka, který udivoval své současníky také učeností a moudrostí. Své državy postupně rozšířil o vsi Litožnice, Dubeček, Dolní Měcholupy, Netluky nebo Krchleby v okrese Benešov. K jeho majetku patřily na sklonku života také tvrz a dvůr v Holi, dvůr a platy v Újezdu u Průhonic i Čestlicích a dvory v Dolních Jirčanech a Čertousích v dnešních Horních Počernicích. Do zástavy získal také hrad Frýdštejn. Jan III. Dubecký tak vládl nad úctyhodným majetkem, který zahrnoval 2 hrady, 2 tvrze, 7 dvorů a četné vesnice a platy poddaných. Na dubečském panství založil Jan III. Dubecký prosperující šlechtický podnikatelský velkostatek, který zahrnoval rybníkářství, chov ovcí nebo vaření piva. Díky tomu začala Dubeč hospodářsky a ekonomicky prosperovat. Jelikož byl Jan III. Dubecký výrazně politicky aktivní a stal se členem stavovských komisí, které se podílely na revizi zemského zřízení v souvislosti s přípravou vydání Vladislavského zřízení zemského, využil této situace k tomu, aby dosáhl povýšení Dubče na městečko. Král Vladislav II. Jagellonský potvrdil Janovi toto privilegium 20. ledna 1502 v tomto znění: 
"JKMt téhož Jana ves Dubeč za městečko vysaditi jest ráčil, tyto zvláštnie milosti jemu čině: Nejprve trh aby téhodní každý úterý jměli. Item dva jarmargky ročnie, jeden na den sv. Petra apoštola a druhý tu středu před svatým Václavem, každý s vosmi dny pořád sběhlými. Item s popravů obyčejnů. Item což by sobě vod kupcuov buď soli anebo jiných potřeb k své živnosti koupili, to aby sobě v témž městečku skládati mohli, kolikrát by jim toho potřeba kázala. Všakž tyto všecky milosti majie býti bez újmy každého na jeho spravedlnosti. Tomu na svědomie oc. Dán v Olomúci v úterý den sv. Fabiana a Šebestiana, annorum ut supra."
Jan III. Dubecký z Dubče se oženil s výrazně mladší Eliškou z Kraselova, která byla katoličkou, kdežto Jan III. kališníkem. Konfesionálně smíšená manželství byla na sklonku 15. století stále ještě vzácná. Eliška byla pohřbena ve Vinoři v Kostele Povýšení svatého Kříže. Zde je dodnes k vidění její náhrobek. Z manželství vzešla pouze dcera Žofie (Žofka).

## Konec rodu
Jan III. Dubecký měl pouze dceru Žofii. Tu proto s předstihem vyhlásil za svou dědičku a oženil ji s vladykou Zikmundem Zapským ze Zap. Zikmundovi Zapskému svěřil Jan III. Dubecký zápisem do desek zemských z roku 1508 veškeré své jmění, vyjma hradu Frýdštejna, aby jej užíval spolu se svou manželkou Žofií. Po smrti Jana III. Dubeckého se majetku ujal Zikmund Zapský (1508–1519). Po Zikmundově smrti se stala poručnictví dubečského panství sama Žofie Dubecká (1524–1531), která byla vladařkou v Dubči a na Průhonicích až do své smrti, kdy celé jmění připadlo jejím synům Oldřichovi a Adamovi Zapským ze Zap, vnukům Jana III. Dubeckého. Rod Zapských ze Zap poté vládl v Dubči dalších sto let až do pobělohorských konfiskací, kdy byla Dubeč zkonfiskována Adamovi mladšímu Zapskému ze Zap. Jeho popravou v roce 1626 zanikla přímá pokrevní linie Dubečských z Dubče, kterou lze přes Velflovice vystopovat až do poslední čtvrtiny 13. století.

## Zajímavosti
- Meinl Dubec měl podací právo ke kostelu sv. Havla na Starém Městě pražském, kde kázali Konrád Waldhauser a Jan Milíč z Kroměříže. Farářem zde byl rovněž Johánek z Pomuka, pozdější mučedník a světec Jan Nepomucký.
- Na památku Dubečských z Dubče nese jedna z ulic v Dubči název „Dubeckého“.
- Poslední místo odpočinku Dubečských z Dubče není známo. Nejčastěji se uvažuje o kostele Narození Panny Marie v Průhonicích.
- Dubečtí z Dubče byli pokrevně spřízněni s mnohými šlechtickými rody v Čechách, a to zejména se Zapskými ze Zap, vladyky z Kraselova nebo pány z Klinštejna.